# 洪恩教育
洪恩教育是一家提供儿童寓教于乐产品的中华人民共和国教育机构，主要面向启蒙阶段儿童，提供自主学习App、儿童教育数字内容及电子产品等。公司成立于1996年，总部位于中华人民共和国北京市，公司创始人池宇峰也是完美世界创始人。
2020年10月9日晚，洪恩教育在纽交所挂牌上市，股票代码“iH”。